# Neoromicia zuluensis
Neoromicia zuluensis é uma espécie de morcego da família Vespertilionidae. Pode ser encontrada em duas populações: a oriental, na Etiópia, Quênia, Uganda e Sudão; e a austral, na Angola, República Democrática do Congo, Zâmbia, Maláui, Zimbábue, Botsuana, Namíbia e África do Sul.